# Саблярска бомболеярна
Саблярската бомболеярна е основната снабдителна база за бомби и взривни материали на Вътрешната македоно-одринска революционна организация.
Създадена и ръководена от Гоце Делчев през пролетта на 1897 година в една от колибите на дядо Стоимен в кюстендилското село Сабляр. Като специалист по направа на бомбите е доведен арменеца Киркор, а в направата на бомбите участват Иван Биковски като шлосер, Атанас Белчев като дърводелец, Атанас Мурджев като помагач и съветник на Делчев, Георги Такеджията (Тенекеджиев) от Кукуш като помагач и съветник на Делчев, дядо Коце от Крецово като преносвач на огнеупорна пръст и главен преносвач на бомби и оръжия от пункт Сабляр по канала Ветрен - Виница за вътрешността на Македония. Подпомогнати са в производството и пренасянето още от куриерите на ВМОРО в Сабляр Ангел Винишки и Стоица Чорбаджийски от Панчарево. Сътрудник в бомболеярната е и Александър Маринов от Русиново. Суровините за направа на бомбите са доставяни от пунктовия началник в Кюстендил Никола Зографов чрез куриера Иванчо Съдията.
Гьорче Петров пише в спомените си:
| „ | Цончевъ много ни помогна съ пари, даже и отъ свои срѣдства даде до 500—600 лева; влизаше въ нашето положение и съ каквото можеше, помагаше човѣкътъ. Той ни отпусна за момчетата въ Сабляръ разни, непотрѣбни дрехи отъ военнитѣ складове и сурови материали за бомбитѣ и пр. Изобщо бѣше добъръ къмъ насъ. | “ |

Работилницата е устроена примитивно, но производството започва преди още строежът да е завършен. В колибата е построена пещ, а със система от зъбни колела и каиши чрез човешка сила се вкарва сгъстен въздух в пещта, разгаря се кокса и се топи чугуна в специални кофи, след което се изсипват в три различни по големина калъпи за бомби. Първият вид бомби са с фитил и са за сражения, вторите са с капси, а третите са пригодени за атентати. За няколко месеца работа са направени 1500 бомби, след което пристига пиротехникът Леон (псевдоним), който се занимава с пълненето на бомбите с взривно вещество. Скоро след това работата на бомболеярната е преустановена поради липса на материални средства, а от друга страна и защото властите в България изпращат военни части да я закрият.